# Júlia Mesa
Júlia Mesa (llatí: Julia Maesa) (Èmesa, c. 160 - Roma, c. 224) va ser una dama romana del segle ii. Era la cunyada de Septimi Sever, tia de Caracal·la i àvia d'Elagàbal i Alexandre Sever. Era de llinatge fenici, i el seu nom li ve de ser natural d'Emesa.
Quan el marit de la seva germana Júlia Domna, Septimi Sever, va assolir el tron, va passar a viure a la cort imperial fins que va morir Caracal·la, i en aquest temps va acumular una gran riquesa. Casada amb el noble romà de rang consular, Juli Avit, va tenir dues filles, Soèmia i Mamea.
Va ser part principal en la proclamació com a emperadors d'Elagàbal, fill de la seva filla (Júlia Soèmia, i després d'Alexandre Sever, fill de l'altra filla, Júlia Mamea). Durant els regnats d'Elagàbal i Alexandre Sever va gaudir del títol d'augusta. Quan va morir la seva germana Júlia Domna i després de l'assassinat de Caracal·la, Macrí, el nou emperador, li va ordenar que tornés a la seva pàtria i que visqués a casa seva, però va conservar totes les seves possessions. Va morir en pau rebent honors divins. Els diversos fets de la seva vida l'assenyalen com una de les dones més importants de l'època imperial.